# Małopolski Wyścig Górski 2022
Małopolski Wyścig Górski 2022, znany również jako Tour of Małopolska 2022 – 60. edycja wyścigu kolarskiego Małopolski Wyścig Górski, która odbyła się w dniach od 3 do 5 czerwca 2022 na liczącej 397 kilometrów trasie z Wieliczki do Przehyby. Impreza kategorii 2.2 była częścią UCI Europe Tour 2022.

## Etapy
| Etap | Data  | Start – Meta            | type     | Dystans (km) | Suma wzniesień (m) | Zwycięzca etapu | Lider          |
| ---- | ----- | ----------------------- | -------- | ------------ | ------------------ | --------------- | -------------- |
| 1    | 3 cze | Wieliczka – Myślenice   | górzysty | 131          | 2126 m             | Walter Calzoni  | Walter Calzoni |
| 2    | 4 cze | Niepołomice – Nowy Targ | górzysty | 141          | 1945 m             | Patryk Stosz    | Walter Calzoni |
| 3    | 5 cze | Jabłonka – Przehyba     | górski   | 125          | 1954 m             | Jonas Rapp      | Jonas Rapp     |

## Drużyny
| Continental teams (11)- Elkov-Kasper - Voster ATS Team - Hrinkow Advarics - HRE Mazowsze Serce Polski - Adria Mobil - Gallina-Ecotek-Lucchini - Global 6 Cycling - Tashkent City Professional Cycling Team - Santic-Wibatech - Restaurant Suri-Carl Ras - ATT Investments translation for headoftableIII_translate index 44 not found (3)- CO:PLAY-Giant Store - Sparekassen Danmark Aalborg - Give Elementer Regionalne i klubowe drużyny (11)- Region Sør - MKB Bank Cycling Team - Cycling Crew Szostak - Epronex-Hungary Cycling Team - Klub Kolarski Tarnovia - UWTC De Volharding - TC Chrobry Scott Głogów - Team Dukla Praha - Pogoń Mostostal Puławy - Embrace The World Cycling - LUKS Trójka Piaseczno |
| |

## Wyniki etapów

### Etap 1
| Wieliczka - Myślenice | górzysty | (131 km) |

| \| Klasyfikacja etapu \| Klasyfikacja etapu \| Klasyfikacja etapu \| Klasyfikacja etapu \| Klasyfikacja etapu \| \| Kolarz \| Kolarz \| Państwo \| Drużyna \| Czas \| \| ------------------ \| ------------------ \| ------------------ \| ------------------------- \| ------------------ \| \| 1. \| Walter Calzoni \| Włochy \| Gallina-Ecotek-Lucchini \| 3h 20' 52" \| \| 2. \| Jonas Rapp \| Niemcy \| Hrinkow Advarics \| + 0" \| \| 3. \| Lars Quaedvlieg \| Holandia \| UWTC De Volharding \| + 0" \| \| 4. \| Jakub Otruba \| Czechy \| Elkov-Kasper \| + 2" \| \| 5. \| Karel Camrda \| Czechy \| ATT Investments \| + 2" \| \| 6. \| Jan Bárta \| Czechy \| Elkov-Kasper \| + 2" \| \| 7. \| Artur Sowiński \| Polska \| Voster ATS Team \| + 5" \| \| 8. \| Jaka Primožič \| Słowenia \| Hrinkow Advarics \| + 5" \| \| 9. \| Rainer Kepplinger \| Austria \| Hrinkow Advarics \| + 5" \| \| 10. \| Jakub Kaczmarek \| Polska \| HRE Mazowsze Serce Polski \| + 13" \| |                   |          |                           |            |
| |                   |          |                           |            |
| Źródło: ProCyclingStats |                   |          |                           |            |
| Klasyfikacja etapu |                   |          |                           |            |
| Kolarz | Kolarz            | Państwo  | Drużyna                   | Czas       |
| 1. | Walter Calzoni    | Włochy   | Gallina-Ecotek-Lucchini   | 3h 20' 52" |
| 2. | Jonas Rapp        | Niemcy   | Hrinkow Advarics          | + 0"       |
| 3. | Lars Quaedvlieg   | Holandia | UWTC De Volharding        | + 0"       |
| 4. | Jakub Otruba      | Czechy   | Elkov-Kasper              | + 2"       |
| 5. | Karel Camrda      | Czechy   | ATT Investments           | + 2"       |
| 6. | Jan Bárta         | Czechy   | Elkov-Kasper              | + 2"       |
| 7. | Artur Sowiński    | Polska   | Voster ATS Team           | + 5"       |
| 8. | Jaka Primožič     | Słowenia | Hrinkow Advarics          | + 5"       |
| 9. | Rainer Kepplinger | Austria  | Hrinkow Advarics          | + 5"       |
| 10. | Jakub Kaczmarek   | Polska   | HRE Mazowsze Serce Polski | + 13"      |

| \| Klasyfikacja generalna \| Klasyfikacja generalna \| Klasyfikacja generalna \| Klasyfikacja generalna \| Klasyfikacja generalna \| \| Kolarz \| Kolarz \| Państwo \| Drużyna \| Czas \| \| ---------------------- \| ---------------------- \| ---------------------- \| ------------------------- \| ---------------------- \| \| 1. \| Walter Calzoni \| Włochy \| Gallina-Ecotek-Lucchini \| 3h 20' 42" \| \| 2. \| Jonas Rapp \| Niemcy \| Hrinkow Advarics \| + 4" \| \| 3. \| Lars Quaedvlieg \| Holandia \| UWTC De Volharding \| + 6" \| \| 4. \| Jakub Otruba \| Czechy \| Elkov-Kasper \| + 12" \| \| 5. \| Karel Camrda \| Czechy \| ATT Investments \| + 12" \| \| 6. \| Jan Bárta \| Czechy \| Elkov-Kasper \| + 12" \| \| 7. \| Artur Sowiński \| Polska \| Voster ATS Team \| + 15" \| \| 8. \| Jaka Primožič \| Słowenia \| Hrinkow Advarics \| + 15" \| \| 9. \| Rainer Kepplinger \| Austria \| Hrinkow Advarics \| + 15" \| \| 10. \| Jakub Kaczmarek \| Polska \| HRE Mazowsze Serce Polski \| + 23" \| |                   |          |                           |            |
| |                   |          |                           |            |
| Źródło: ProCyclingStats |                   |          |                           |            |
| Klasyfikacja generalna |                   |          |                           |            |
| Kolarz | Kolarz            | Państwo  | Drużyna                   | Czas       |
| 1. | Walter Calzoni    | Włochy   | Gallina-Ecotek-Lucchini   | 3h 20' 42" |
| 2. | Jonas Rapp        | Niemcy   | Hrinkow Advarics          | + 4"       |
| 3. | Lars Quaedvlieg   | Holandia | UWTC De Volharding        | + 6"       |
| 4. | Jakub Otruba      | Czechy   | Elkov-Kasper              | + 12"      |
| 5. | Karel Camrda      | Czechy   | ATT Investments           | + 12"      |
| 6. | Jan Bárta         | Czechy   | Elkov-Kasper              | + 12"      |
| 7. | Artur Sowiński    | Polska   | Voster ATS Team           | + 15"      |
| 8. | Jaka Primožič     | Słowenia | Hrinkow Advarics          | + 15"      |
| 9. | Rainer Kepplinger | Austria  | Hrinkow Advarics          | + 15"      |
| 10. | Jakub Kaczmarek   | Polska   | HRE Mazowsze Serce Polski | + 23"      |

### Etap 2
| Niepołomice - Nowy Targ | górzysty | (141 km) |

| \| Klasyfikacja etapu \| Klasyfikacja etapu \| Klasyfikacja etapu \| Klasyfikacja etapu \| Klasyfikacja etapu \| \| Kolarz \| Kolarz \| Państwo \| Drużyna \| Czas \| \| ------------------ \| ------------------- \| ------------------ \| ---------------------------- \| ------------------ \| \| 1. \| Patryk Stosz \| Polska \| Voster ATS Team \| 3h 28' 05" \| \| 2. \| Marceli Bogusławski \| Polska \| HRE Mazowsze Serce Polski \| + 0" \| \| 3. \| Sebastian Nielsen \| Dania \| Restaurant Suri-Carl Ras \| + 0" \| \| 4. \| Dylan Sunderland \| Australia \| Global 6 Cycling \| + 0" \| \| 5. \| Francesco Di Felice \| Włochy \| Gallina-Ecotek-Lucchini \| + 0" \| \| 6. \| Ádám Kristóf Karl \| Węgry \| Epronex-Hungary Cycling Team \| + 0" \| \| 7. \| Ole Jakob Haugen \| Norwegia \| Region Sør \| + 0" \| \| 8. \| Jonas Rapp \| Niemcy \| Hrinkow Advarics \| + 0" \| \| 9. \| Tilen Finkšt \| Słowenia \| Adria Mobil \| + 3" \| \| 10. \| Michal Schuran \| Czechy \| ATT Investments \| + 3" \| |                     |           |                              |            |
| |                     |           |                              |            |
| Źródło: ProCyclingStats |                     |           |                              |            |
| Klasyfikacja etapu |                     |           |                              |            |
| Kolarz | Kolarz              | Państwo   | Drużyna                      | Czas       |
| 1. | Patryk Stosz        | Polska    | Voster ATS Team              | 3h 28' 05" |
| 2. | Marceli Bogusławski | Polska    | HRE Mazowsze Serce Polski    | + 0"       |
| 3. | Sebastian Nielsen   | Dania     | Restaurant Suri-Carl Ras     | + 0"       |
| 4. | Dylan Sunderland    | Australia | Global 6 Cycling             | + 0"       |
| 5. | Francesco Di Felice | Włochy    | Gallina-Ecotek-Lucchini      | + 0"       |
| 6. | Ádám Kristóf Karl   | Węgry     | Epronex-Hungary Cycling Team | + 0"       |
| 7. | Ole Jakob Haugen    | Norwegia  | Region Sør                   | + 0"       |
| 8. | Jonas Rapp          | Niemcy    | Hrinkow Advarics             | + 0"       |
| 9. | Tilen Finkšt        | Słowenia  | Adria Mobil                  | + 3"       |
| 10. | Michal Schuran      | Czechy    | ATT Investments              | + 3"       |

| \| Klasyfikacja generalna \| Klasyfikacja generalna \| Klasyfikacja generalna \| Klasyfikacja generalna \| Klasyfikacja generalna \| \| Kolarz \| Kolarz \| Państwo \| Drużyna \| Czas \| \| ---------------------- \| ---------------------- \| ---------------------- \| ------------------------- \| ---------------------- \| \| 1. \| Walter Calzoni \| Włochy \| Gallina-Ecotek-Lucchini \| 6h 48' 50" \| \| 2. \| Jonas Rapp \| Niemcy \| Hrinkow Advarics \| + 1" \| \| 3. \| Jakub Otruba \| Czechy \| Elkov-Kasper \| + 12" \| \| 4. \| Karel Camrda \| Czechy \| ATT Investments \| + 12" \| \| 5. \| Rainer Kepplinger \| Austria \| Hrinkow Advarics \| + 15" \| \| 6. \| Artur Sowiński \| Polska \| Voster ATS Team \| + 16" \| \| 7. \| Jan Bárta \| Czechy \| Elkov-Kasper \| + 17" \| \| 8. \| Dylan Sunderland \| Australia \| Global 6 Cycling \| + 20" \| \| 9. \| Jakub Kaczmarek \| Polska \| HRE Mazowsze Serce Polski \| + 23" \| \| 10. \| Kristjan Hočevar \| Słowenia \| Adria Mobil \| + 33" \| |                   |           |                           |            |
| |                   |           |                           |            |
| Źródło: ProCyclingStats |                   |           |                           |            |
| Klasyfikacja generalna |                   |           |                           |            |
| Kolarz | Kolarz            | Państwo   | Drużyna                   | Czas       |
| 1. | Walter Calzoni    | Włochy    | Gallina-Ecotek-Lucchini   | 6h 48' 50" |
| 2. | Jonas Rapp        | Niemcy    | Hrinkow Advarics          | + 1"       |
| 3. | Jakub Otruba      | Czechy    | Elkov-Kasper              | + 12"      |
| 4. | Karel Camrda      | Czechy    | ATT Investments           | + 12"      |
| 5. | Rainer Kepplinger | Austria   | Hrinkow Advarics          | + 15"      |
| 6. | Artur Sowiński    | Polska    | Voster ATS Team           | + 16"      |
| 7. | Jan Bárta         | Czechy    | Elkov-Kasper              | + 17"      |
| 8. | Dylan Sunderland  | Australia | Global 6 Cycling          | + 20"      |
| 9. | Jakub Kaczmarek   | Polska    | HRE Mazowsze Serce Polski | + 23"      |
| 10. | Kristjan Hočevar  | Słowenia  | Adria Mobil               | + 33"      |

### Etap 3
| Jabłonka - Przehyba | górski | (125 km) |

| \| Klasyfikacja etapu \| Klasyfikacja etapu \| Klasyfikacja etapu \| Klasyfikacja etapu \| Klasyfikacja etapu \| \| Kolarz \| Kolarz \| Państwo \| Drużyna \| Czas \| \| ------------------ \| ------------------ \| ------------------ \| ------------------------- \| ------------------ \| \| 1. \| Jonas Rapp \| Niemcy \| Hrinkow Advarics \| 3h 18' 35" \| \| 2. \| Rainer Kepplinger \| Austria \| Hrinkow Advarics \| + 2" \| \| 3. \| Jakub Otruba \| Czechy \| Elkov-Kasper \| + 27" \| \| 4. \| Artur Sowiński \| Polska \| Voster ATS Team \| + 31" \| \| 5. \| Kristjan Hočevar \| Słowenia \| Adria Mobil \| + 42" \| \| 6. \| Walter Calzoni \| Włochy \| Gallina-Ecotek-Lucchini \| + 53" \| \| 7. \| Karel Camrda \| Czechy \| ATT Investments \| + 53" \| \| 8. \| Paweł Cieślik \| Polska \| Voster ATS Team \| + 1' 00" \| \| 9. \| Jakub Kaczmarek \| Polska \| HRE Mazowsze Serce Polski \| + 1' 00" \| \| 10. \| Jan Bárta \| Czechy \| Elkov-Kasper \| + 1' 00" \| |                   |          |                           |            |
| |                   |          |                           |            |
| Źródło: ProCyclingStats |                   |          |                           |            |
| Klasyfikacja etapu |                   |          |                           |            |
| Kolarz | Kolarz            | Państwo  | Drużyna                   | Czas       |
| 1. | Jonas Rapp        | Niemcy   | Hrinkow Advarics          | 3h 18' 35" |
| 2. | Rainer Kepplinger | Austria  | Hrinkow Advarics          | + 2"       |
| 3. | Jakub Otruba      | Czechy   | Elkov-Kasper              | + 27"      |
| 4. | Artur Sowiński    | Polska   | Voster ATS Team           | + 31"      |
| 5. | Kristjan Hočevar  | Słowenia | Adria Mobil               | + 42"      |
| 6. | Walter Calzoni    | Włochy   | Gallina-Ecotek-Lucchini   | + 53"      |
| 7. | Karel Camrda      | Czechy   | ATT Investments           | + 53"      |
| 8. | Paweł Cieślik     | Polska   | Voster ATS Team           | + 1' 00"   |
| 9. | Jakub Kaczmarek   | Polska   | HRE Mazowsze Serce Polski | + 1' 00"   |
| 10. | Jan Bárta         | Czechy   | Elkov-Kasper              | + 1' 00"   |

## Klasyfikacje

### Klasyfikacja generalna
| \| Klasyfikacja generalna \| Klasyfikacja generalna \| Klasyfikacja generalna \| Klasyfikacja generalna \| Klasyfikacja generalna \| \| Kolarz \| Kolarz \| Państwo \| Drużyna \| Czas \| \| ---------------------- \| ---------------------- \| ---------------------- \| ------------------------- \| ---------------------- \| \| 1. \| Jonas Rapp \| Niemcy \| Hrinkow Advarics \| 10h 07' 16" \| \| 2. \| Rainer Kepplinger \| Austria \| Hrinkow Advarics \| + 20" \| \| 3. \| Jakub Otruba \| Czechy \| Elkov-Kasper \| + 44" \| \| 4. \| Artur Sowiński \| Polska \| Voster ATS Team \| + 56" \| \| 5. \| Walter Calzoni \| Włochy \| Gallina-Ecotek-Lucchini \| + 1' 02" \| \| 6. \| Karel Camrda \| Czechy \| ATT Investments \| + 1' 14" \| \| 7. \| Jan Bárta \| Czechy \| Elkov-Kasper \| + 1' 22" \| \| 8. \| Kristjan Hočevar \| Słowenia \| Adria Mobil \| + 1' 24" \| \| 9. \| Jakub Kaczmarek \| Polska \| HRE Mazowsze Serce Polski \| + 1' 32" \| \| 10. \| Paweł Cieślik \| Polska \| Voster ATS Team \| + 1' 42" \| |                   |          |                           |             |
| |                   |          |                           |             |
| Źródło: ProCyclingStats |                   |          |                           |             |
| Klasyfikacja generalna |                   |          |                           |             |
| Kolarz | Kolarz            | Państwo  | Drużyna                   | Czas        |
| 1. | Jonas Rapp        | Niemcy   | Hrinkow Advarics          | 10h 07' 16" |
| 2. | Rainer Kepplinger | Austria  | Hrinkow Advarics          | + 20"       |
| 3. | Jakub Otruba      | Czechy   | Elkov-Kasper              | + 44"       |
| 4. | Artur Sowiński    | Polska   | Voster ATS Team           | + 56"       |
| 5. | Walter Calzoni    | Włochy   | Gallina-Ecotek-Lucchini   | + 1' 02"    |
| 6. | Karel Camrda      | Czechy   | ATT Investments           | + 1' 14"    |
| 7. | Jan Bárta         | Czechy   | Elkov-Kasper              | + 1' 22"    |
| 8. | Kristjan Hočevar  | Słowenia | Adria Mobil               | + 1' 24"    |
| 9. | Jakub Kaczmarek   | Polska   | HRE Mazowsze Serce Polski | + 1' 32"    |
| 10. | Paweł Cieślik     | Polska   | Voster ATS Team           | + 1' 42"    |

| Klasyfikacja górska | Klasyfikacja górska | Klasyfikacja górska | Klasyfikacja górska     | Klasyfikacja górska |
| Kolarz              | Kolarz              | Państwo             | Drużyna                 | Punkty              |
| ------------------- | ------------------- | ------------------- | ----------------------- | ------------------- |
| 1.                  | Jonas Rapp          | Niemcy              | Hrinkow Advarics        | 5 pkt               |
| 2.                  | Artur Sowiński      | Polska              | Voster ATS Team         | 5 pkt               |
| 3.                  | Walter Calzoni      | Włochy              | Gallina-Ecotek-Lucchini | 5 pkt               |
| 4.                  | Kyryło Carenko      | Ukraina             | Gallina-Ecotek-Lucchini | 5 pkt               |
| 5.                  | Manuel Bosch        | Austria             | Hrinkow Advarics        | 5 pkt               |

| Klasyfikacja górska | Klasyfikacja górska | Klasyfikacja górska | Klasyfikacja górska     | Klasyfikacja górska |
| Kolarz              | Kolarz              | Państwo             | Drużyna                 | Punkty              |
| ------------------- | ------------------- | ------------------- | ----------------------- | ------------------- |
| 1.                  | Jonas Rapp          | Niemcy              | Hrinkow Advarics        | 5 pkt               |
| 2.                  | Artur Sowiński      | Polska              | Voster ATS Team         | 5 pkt               |
| 3.                  | Walter Calzoni      | Włochy              | Gallina-Ecotek-Lucchini | 5 pkt               |
| 4.                  | Kyryło Carenko      | Ukraina             | Gallina-Ecotek-Lucchini | 5 pkt               |
| 5.                  | Manuel Bosch        | Austria             | Hrinkow Advarics        | 5 pkt               |

| Klasyfikacja młodzieżowa | Klasyfikacja młodzieżowa | Klasyfikacja młodzieżowa | Klasyfikacja młodzieżowa         | Klasyfikacja młodzieżowa |
| Kolarz                   | Kolarz                   | Państwo                  | Drużyna                          | Czas                     |
| ------------------------ | ------------------------ | ------------------------ | -------------------------------- | ------------------------ |
| 1.                       | Walter Calzoni           | Włochy                   | Gallina-Ecotek-Lucchini          | 10h 08' 18"              |
| 2.                       | Karel Camrda             | Czechy                   | ATT Investments                  | + 12"                    |
| 3.                       | Kyryło Carenko           | Ukraina                  | Gallina-Ecotek-Lucchini          | + 3' 38"                 |
| 4.                       | Dennis Lock              | Dania                    | Team Sparekassen Danmark Aalborg | + 4' 18"                 |
| 5.                       | Gustav Frederik Dahl     | Dania                    | Give Elementer                   | + 6' 39"                 |

| Klasyfikacja młodzieżowa | Klasyfikacja młodzieżowa | Klasyfikacja młodzieżowa | Klasyfikacja młodzieżowa         | Klasyfikacja młodzieżowa |
| Kolarz                   | Kolarz                   | Państwo                  | Drużyna                          | Czas                     |
| ------------------------ | ------------------------ | ------------------------ | -------------------------------- | ------------------------ |
| 1.                       | Walter Calzoni           | Włochy                   | Gallina-Ecotek-Lucchini          | 10h 08' 18"              |
| 2.                       | Karel Camrda             | Czechy                   | ATT Investments                  | + 12"                    |
| 3.                       | Kyryło Carenko           | Ukraina                  | Gallina-Ecotek-Lucchini          | + 3' 38"                 |
| 4.                       | Dennis Lock              | Dania                    | Team Sparekassen Danmark Aalborg | + 4' 18"                 |
| 5.                       | Gustav Frederik Dahl     | Dania                    | Give Elementer                   | + 6' 39"                 |

### Klasyfikacja drużynowa
| Klasyfikacja drużynowa | Klasyfikacja drużynowa | Klasyfikacja drużynowa | Klasyfikacja drużynowa |
| Drużyna                | Drużyna                | Państwo                | Czas                   |
| ---------------------- | ---------------------- | ---------------------- | ---------------------- |
| 1.                     | Hrinkow Advarics       | Austria                | 30h 25' 48"            |
| 2.                     | Voster ATS Team        | Polska                 | + 1' 12"               |
| 3.                     | Elkov-Kasper           | Czechy                 | + 2' 22"               |
| 4.                     | ATT Investments        | Czechy                 | + 14' 33"              |
| 5.                     | UWTC De Volharding     | Holandia               | + 17' 49"              |

### Liderzy klasyfikacji
| Etap   |          | Pierwsze miejsce _ | Klasyfikacja generalna | Górska         | Sprinterska      | Młodzieżowa    | Drużynowa _      |
| ------ | -------- | ------------------ | ---------------------- | -------------- | ---------------- | -------------- | ---------------- |
| 1      | górzysty | Walter Calzoni     | Walter Calzoni         | Walter Calzoni | Tobias Halvorsen | Walter Calzoni | Hrinkow Advarics |
| 2      | górzysty | Patryk Stosz       | Walter Calzoni         | Walter Calzoni | Tobias Halvorsen | Walter Calzoni | Hrinkow Advarics |
| 3      | górski   | Jonas Rapp         | Jonas Rapp             | Jonas Rapp     | Tobias Halvorsen | Walter Calzoni | Hrinkow Advarics |
| Koniec | Koniec   |                    | Jonas Rapp             | Jonas Rapp     | Tobias Halvorsen | Walter Calzoni | Hrinkow Advarics |